# Палати Аверкія Кирилова
Пала́ти Аве́ркія Кири́лова — російська, світська пам'ятка архітектури, що вдало поєднала риси московської архітектури середини 17 ст. з західноєвропейськими впливами та декором початку 18 ст.

## Палати в 17 ст

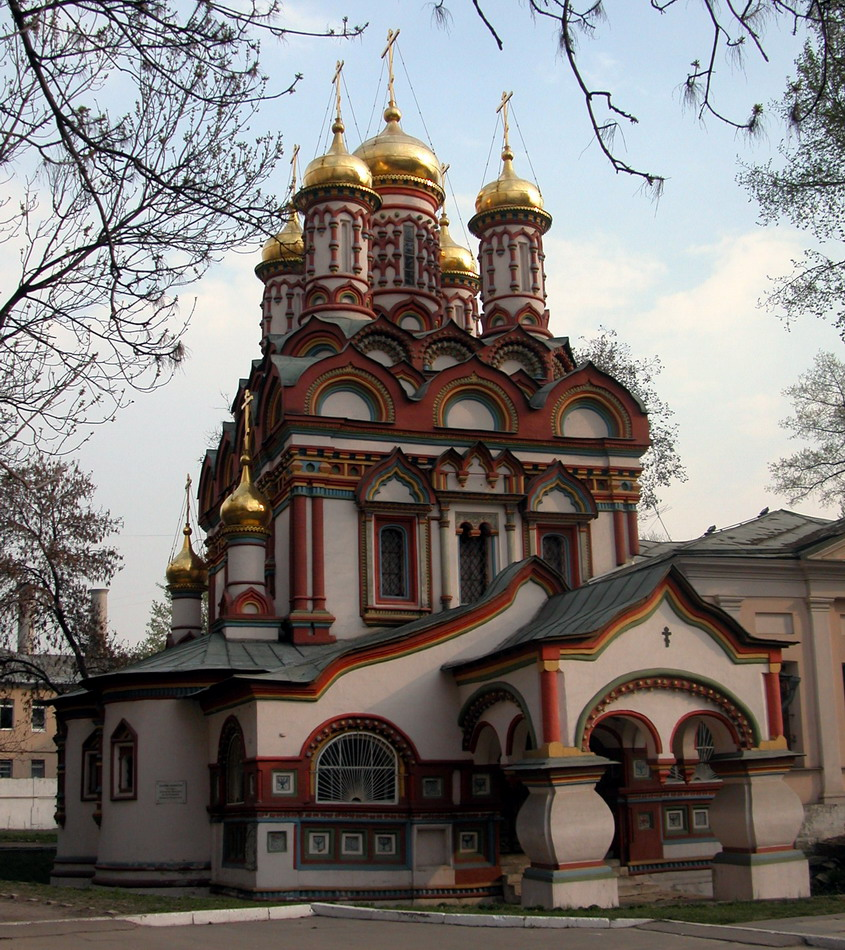
Церква Св. Миколая на Берсенівці, фото 2008 р.

Ділянка землі колись належала родині Беклемішевих. Представник родини, І. Н. Берсень-Беклемішев свого часу був притягнутий до відповідальності за справою Максима Грека, за що був покараний опалою, а потім стратою 1525 р. Землі Беклемішевих відійшли до московського князя. Їх віддали в володіння якомусь Кирилу, що і став засновником родини Кирилових. Онук першого Кирили, думний дяк, що жив в середині 17 ст., і став засновником кам'яних палат. В підвальних приміщеннях споруди знайдений напис на камені з вказівкою 1657 рік. Дата не суперечить стилістиці споруди. Це дата початку будівництва, збирати ж будівельні матеріали почали раніше. Почали будувати як палати, так і перехід до церкви Св. Миколая на Берсенівці, яку вибудували в 1650-ті роки. Дяк мав не один шлюб і коли того вбили під час Стрілецького повстання, серед дітей розпочалася сварка за спадок.
За припущеннями, сучасні палати могли виникнути за рахунок пристосування декількох ранніх частин, найдавніша з яких — кам'яні підвали. Декор найдавніших фасадів зберіг деяку ярусність та цегляний декор з використанням поліхромних кахлів, що характерно для споруд 17 ст. За зразок для палат змовник та будівничі могли взяти Теремний палац в Кремлі — споруду дещо скромну, хоча та належала першій особі в державі. Той теж зберігає ярусність, різьблені деталі лиштви з каменю обабіч вікон, фриз, створений з кахлів. Теремний палац відрізнявся лише завеликими розмірами, за рахунок яких доводили, що це житло першої особи в державі. Але і розпланування палацу, і його декор ще пов'язані з дерев'яною світською архітектурою Московії і архітектурою сакральною, де ті ж ярусність, кам'яна різьба, двоколірне розфарбування, обмаль поліхромних кахлів на фасаді.

## Перебудови в 18 ст
За поземним планом первісно комплекс палат нагадував літеру Г. На початку 18 століття, під впливом західноєвропейської архітектурної практики і орієнтацією на симетрію, несиметричну споруду перетворили на симетричну. Це сталося в 1701–1711 роках, коли праворуч вибудували симетричний флігель, цегляна кладка та декор якого помітно відрізняються від крила ліворуч. Розкішну декорацію отримав і величний центральний ризаліт: вигнутий розкрепований карниз, складного малюнка бічні волюти, руст на кутах споруди. Цікаво, що на фасадах палат збережені лиштви подібного ж малюнка, що й на сусідній церкві Святого Миколая. Інтер'єри, затісні і темні — не збережені. Та вони і не могли бути особливими. До того ж дяк не мав значних прибутків і смаку, аби купувати коштовні чи західноєвропейські речі і меблі, як дипломат Артамон Матвєєв(1625–1682).
Перебудови палат Аверкія Кирилова прийшлися на перенос столиці з Москви у Петрбург і збіглися з перебудовами Лефортовського палацу в Німецькій слободі. Так, 1707 року новий вельможа Олександр Меншиков наказав перебудувати палати Лефорта, значно розширивши ті і облямував почесний двір—курдонер триповерховими корпусами — на західноєвропейський манер. Доба остаточно розділилася на нове і старе, розійшлася з власним минулим при появі нових смаків і фасадів зі складними пілястрами, симетрією, ордером, наскрізними брамами, що нагадували триумфальні арки римських імператорів.
Приміщення палат Аверкія Кирилова зберегли історичну назву і віддані Інституту культурології.